# باول أندرسون (محامي)
باول أندرسون (بالإنجليزية: Paul H. Anderson)‏ هو قاضي ومحامي أمريكي، ولد في 14 مايو 1943 في إيدن بريري في الولايات المتحدة.

## وصلات خارجية
- باول أندرسون على موقع إن إن دي بي (الإنجليزية)